# Mohamed El Amine Barka
 (février 2019).
Pour les articles homonymes, voir Barka.
Mohamed El Amine Barka (en arabe : محمد الأمين بركة) est un footballeur algérien né le 20 mars 1993 à Oran. Il évolue au poste de défenseur au MC El Bayadh.

## Biographie
Il évolue en Division 1 avec les clubs de l'ASM Oran et de la JS Saoura.
Avec l'équipe oranaise, il joue 45 matchs en première division algérienne, marquant un but. Avec le club de Saoura, il se classe vice-champion d'Algérie en 2018, et participe à la Ligue des champions d'Afrique lors de la saison 2018-2019.

## Palmarès
- Vice-champion d'Algérie en 2018 avec la JS Saoura
- Accession en Ligue 1 en 2014 avec l'ASM Oran